# Vaux-sur-Saint-Urbain
Vaux-sur-Saint-Urbain è un comune francese di 68 abitanti, famoso per i suoi tornei di tennis, situato nel dipartimento dell'Alta Marna nella regione del Grand Est.

## Società

### Evoluzione demografica
Abitanti censiti